# Tracy Strauss
Tracy Strauss är en av hjältarna i tv-serien Heroes. Hon spelas av skådespelerskan Ali Larter. Har jobbat som politisk rådgivare för New Yorks guvernör. Trillingsyster till Niki Sanders och Barbara. Hon gick senare med Arthur Petrelli och Pinehearst tillsammans med Nathan Petrelli för att kunna ge folk förmågor. Fast efter Arthur blivit mördad och Pinehearst fallit blir Tracy förrådd av Nathan. Han avskedar henne och avslöjar hennes förmåga för den amerikanske presidenten. Hon är en utvecklad människa med förmågan att kunna frysa föremål och människor. Detta upptäckte hon genom att döda en reporter med hjälp av detta. Det verkade som att Tracy avled när hon använde sig av sin förmåga för att rädda sin systerson Micha Sanders, när de båda var hotade att bli fångade av regeringens soldater i ett garage. Efter att Micha aktiverat sprinklersystemet frös hon hela rummet. Resultatet blev att soldaterna dog och Tracy frös till solid is. Det visade sig sen i säsong 5 att Tracy också hade kraften att bli till vatten när hon ville. Tack vare detta överlevde hon att frysas.